# 윤비경
윤비경(尹飛卿, 1607년 ~ 1680년 12월 29일)은 조선후기의 문신, 정치가이다. 본관은 파평(坡平)으로, 호는 국헌(菊軒)이고 자는 충거(冲擧)이다. 예송 논쟁 당시 서인 송시열, 송준길의 예론을 지지하였고, 송시열을 공격한 윤선도의 규탄 여론과 윤선도를 옹호한 조경을 공격하였다.
1633년(인조 11년) 사마시에 합격한 뒤 성균관의 유생이 되었고 음서로 참봉(參奉)에 재직 중 1650년(효종 1) 증광문과에 병과로 급제하여 삼사의 언관을 두루 역임하였다. 최종 관직은 호조참판에 이르렀고, 파원군에 봉군되었다. 사후 이조판서에 추증되었다. 소정공 윤곤의 후손이다. 이민구(李敏求)의 문인이다.

## 생애
소정공 윤곤의 후손으로 고조부는 첨정을 지낸 윤응규(尹應奎)이고 증조는 형조참판을 지낸 윤인함(尹仁涵)이며, 할아버지는 전적 윤홍립(尹弘立)이고, 아버지는 윤유건(尹惟健)이고 어머니는 직장(直長)을 지낸 권역(權役)의 딸 안동 권씨이다. 부인은 좌랑을 지낸 한산이씨 이구연(李九淵)의 딸이다.
어려서 12세때에 아버지 윤유건이 일찍 사망하여 홀어머니에게서 성장하였다. 후에 실학자 지봉 이수광의 아들인 참판 이민구(李敏求)의 문하에서 수학하였다. 이민구의 문하에 있을 때 역시 이민구의 문인의 한사람인 윤휴를 알게되었지만 이후 예송 논쟁 사건을 계기로 정적으로 변신한다.
1633년(인조 11년) 사마시에 합격한 뒤 바로 성균관에 들어가 성균관유생이 되었다. 그 뒤 공신가문의 자손이었으므로 음서로 출사하여 참봉(參奉)을 역임하였다. 1650년(효종 1) 그해의 증광문과에 병과로 급제, 승문원정자와 성균관전적 등을 거쳐 사간원정언이 되었다. 이후 양사와 홍문관 등의 청요직을 주로 역임하였다. 양사에 재직할 때에는 각 아문의 둔전과 여러 왕족 궁가(宮家)에 특혜로 지급되는 절수(折受)를 없앨 것을 여러번 상소하여 성사시켰다.
1659년(현종 즉위년) 사헌부지평(持平)과 장령(掌令)을 역임하고 1660년(현종 1) 사간원헌납(獻納)을 거쳐 사헌부장령이 되었다. 1660년(현종 1) 사헌부장령으로 재직 중 효종이 갑자기 죽고 대왕대비인 장렬왕후의 복제문제를 놓고 장자의 예로 하느냐, 차자의 예로 하느냐를 두고 논쟁이 발생했다. 이때 윤비경은 송시열, 송준길의 1년상 설을 지지했다. 송시열 등 서인의 1년설과 윤휴, 허목(許穆), 윤선도(尹善道) 등 남인의 3년설이 대립하던 중 윤선도가 송시열과 송준길이 효종의 정통성을 부정한다는 장문의 상소를 올리자, 윤비경은 윤선도의 상소를 예론에 거짓으로 의탁한 흉계라고 극론하며 국문할 것을 청하였다.
이후 윤선도를 규탄하고 그에게 무고죄로 사형을 처해야 된다고 규탄상소를 올렸으나 현종이 거부하였다. 1661년에는 윤선도의 유배지를 다른 곳으로 옮길 것을 청하는 상소를 올렸고, 윤선도가 고령임을 들어 석방을 청하는 남인 판중추부사 용주 조경이 간사한 계교를 부리고 조정의 기강을 멸시했다며 강하게 규탄하였다. 이 과정에서 현종이 윤선도의 처벌을 주저하자 출사하지 않음으로서 규탄, 항의시위를 주관하였다.
그 뒤 효종대왕을 종묘에 부묘(祔廟) 때에 독축관(讀祝官)으로 축문과 제례에 참례하였고, 그 공로로 당상관으로 승진했다. 그 뒤 승정원우부승지가 되었다가 스스로 외직을 자청하여 지방관으로 나갔다. 1664년 좌부승지(左副承旨)를 거쳐, 경기도 통진현감(通津縣監)으로 부임하였다. 통진현감으로 있으면서는 양전(量田)을 하는 데나 부역을 부과하는 데도 백성들의 편한 것을 따라 실정대로 하였다.
1667년 승정원우승지가 되고 이후 병조참지(參知), 병조참의(參議), 공조참의가 되었다. 이어서 경주부윤·회양부사에 제수되었다. 1675년 남인이 집권하여 외직으로 밀려났으나 1680년(숙종 6) 경신대출척으로 남인이 추방되자 다시 정계에 복귀하였다. 그해 숙종이 공신 후손들의 회맹(會盟)을 소집할 때에는 좌명공신 윤곤의 적장손(윤곤의 봉사손)으로 회맹에 참여하고 특별히 가선대부로 가자되었고, 같은 해 호조참판에 제수되고 파원군(坡原君)에 봉하여졌다. 그해 12월 29일에 병으로 사망하였다.
사후 경기도 포천군 신북면 고일리 유원(酉原)에 부인의 묘소와 함께 상하장으로 장사되었다.(2006년 파주시 파주읍 연풍리로 이전.) 증직으로 이조판서(吏曹判書)에 추증(追贈)되었다. 그의 손자로는 후일 노론의 학자인 윤봉구, 윤봉오, 윤봉조 등이다.

## 가족 관계
- 고조부 : 윤응규(尹應奎) - 첨정
- 증조부 : 윤인함(尹仁涵) - 참판
- 할아버지 : 윤홍립(尹弘立) - 전적
- 아버지 : 윤유건(尹惟健)-진사
- 어머니 : 안동 권씨
  - 부인 : 한산이씨(韓山李氏)
    - 장남 : 윤명우(尹明遇) - 현감
      - 손자 : 윤봉의(尹鳳儀)

    - 차남 : 윤명운(尹明運)-사재감 첨정
    - 자부 : 문의이씨, 이경창(李慶昌)의 딸
      - 손자 : 윤봉휘(尹鳳輝)
      - 손자 : 윤봉위(尹鳳威)
      - 손자 : 윤봉기(尹鳳蘷)
      - 손자 : 윤봉구(尹鳳九)- 공조판서,시호는 문헌(文獻)
      - 손자 : 윤봉오(尹鳳五)- 우참찬, 판돈녕, 시호는 숙간(肅簡)

    - 삼남 : 윤명원(尹明遠) -직장
    - 자부 : 경주김씨, 김세진(金世珍)의 딸
      - 손자 : 윤봉소(尹鳳韶) - 부사
      - 손자 : 윤봉조(尹鳳朝) - 대제학

    - 장녀 : 송기학(宋基學)의 처

- 외조부 : 권역(權役), 다른 이름은 권급(權級)
- 처부 : 이구연(李九淵)

## 같이 보기
| - 예송 논쟁 - 경신환국 - 기사환국 - 윤곤 - 윤봉구 - 이민구 - 이수광 - 송시열 - 송준길 - 김수항 - 윤휴 - 윤선도 - 홍우원 - 허목 - 조경 | - 서인 - 남인 - 김석주 - 김만기 - 김만중 - 김우명 - 김익훈 - 이원정 - 이담명 - 허적 |